# Lhotka u Litultovic
Lhotka u Litultovic (niem. Oehlhütten) – gmina w Czechach, w powiecie Opawa, w kraju morawsko-śląskim. Według danych z dnia 1 stycznia 2012 liczyła 202 mieszkańców.
Miejscowość została po raz pierwszy wzmiankowana w 1381. Była jedną z tzw. morawskich enklaw na Śląsku (cypla w okolicy Litultovic).
W latach 1979–1990 miejscowość stanowiła część Litultovic.

## Galeria

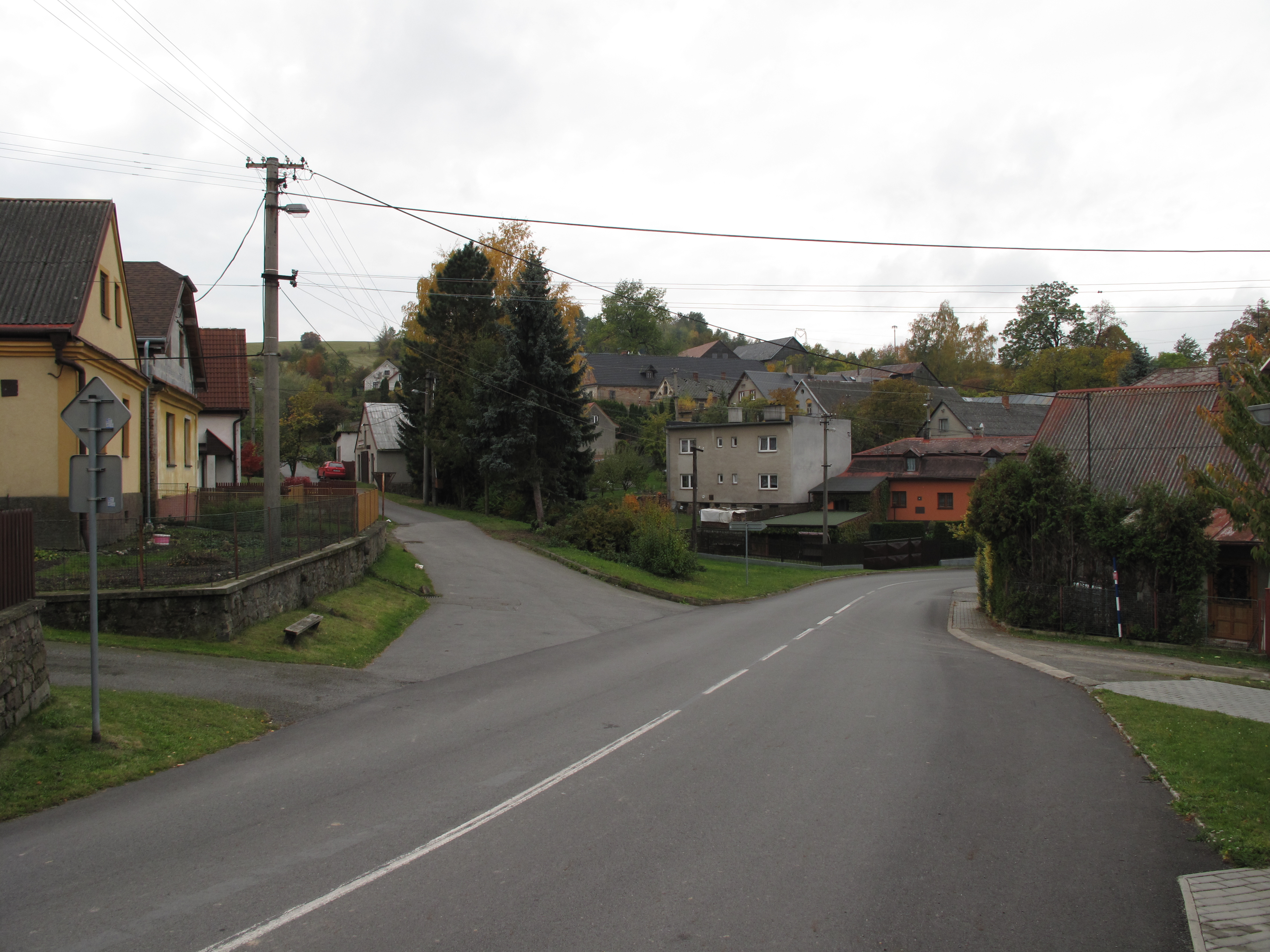
Droga
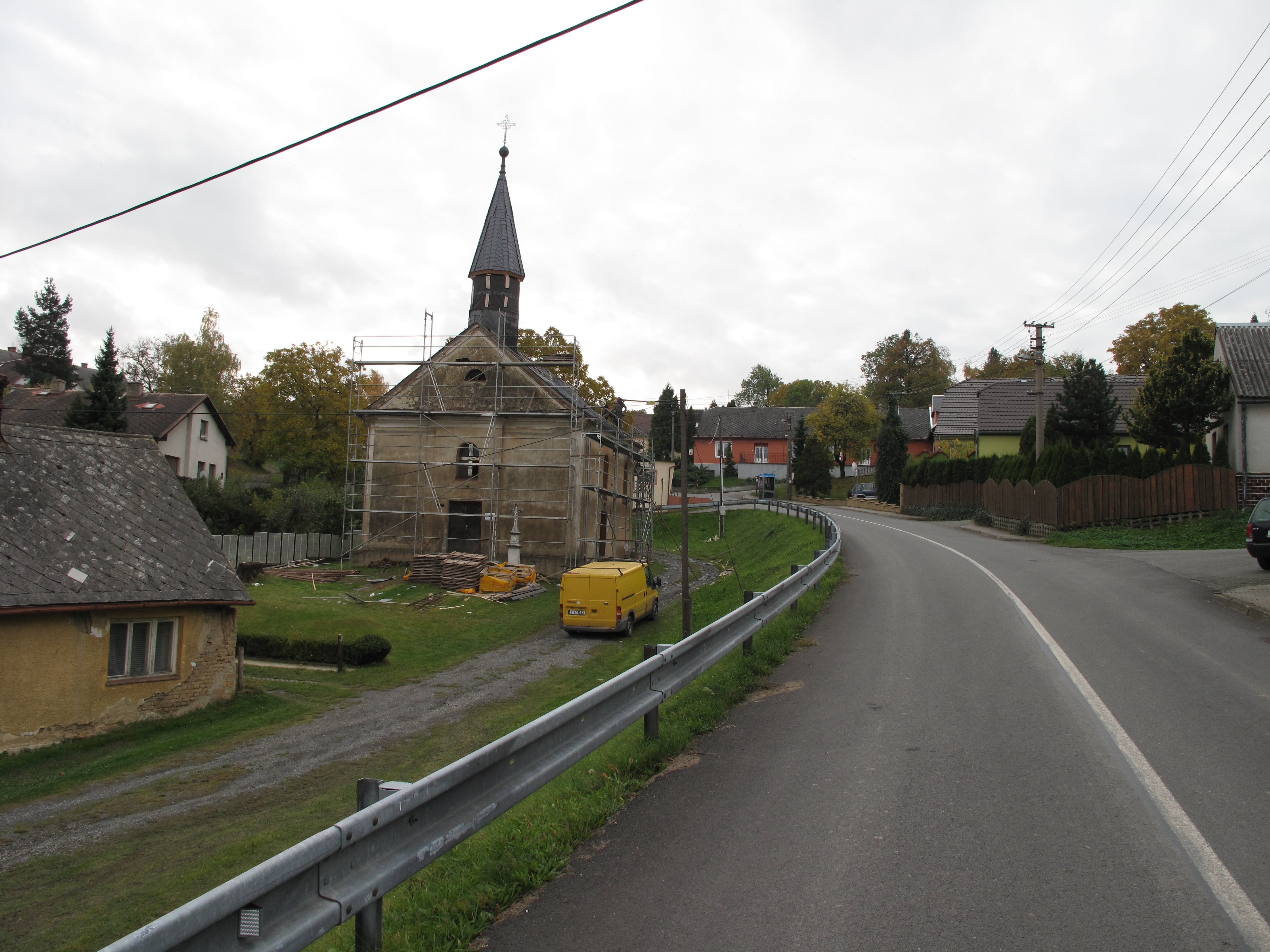
Kaplica
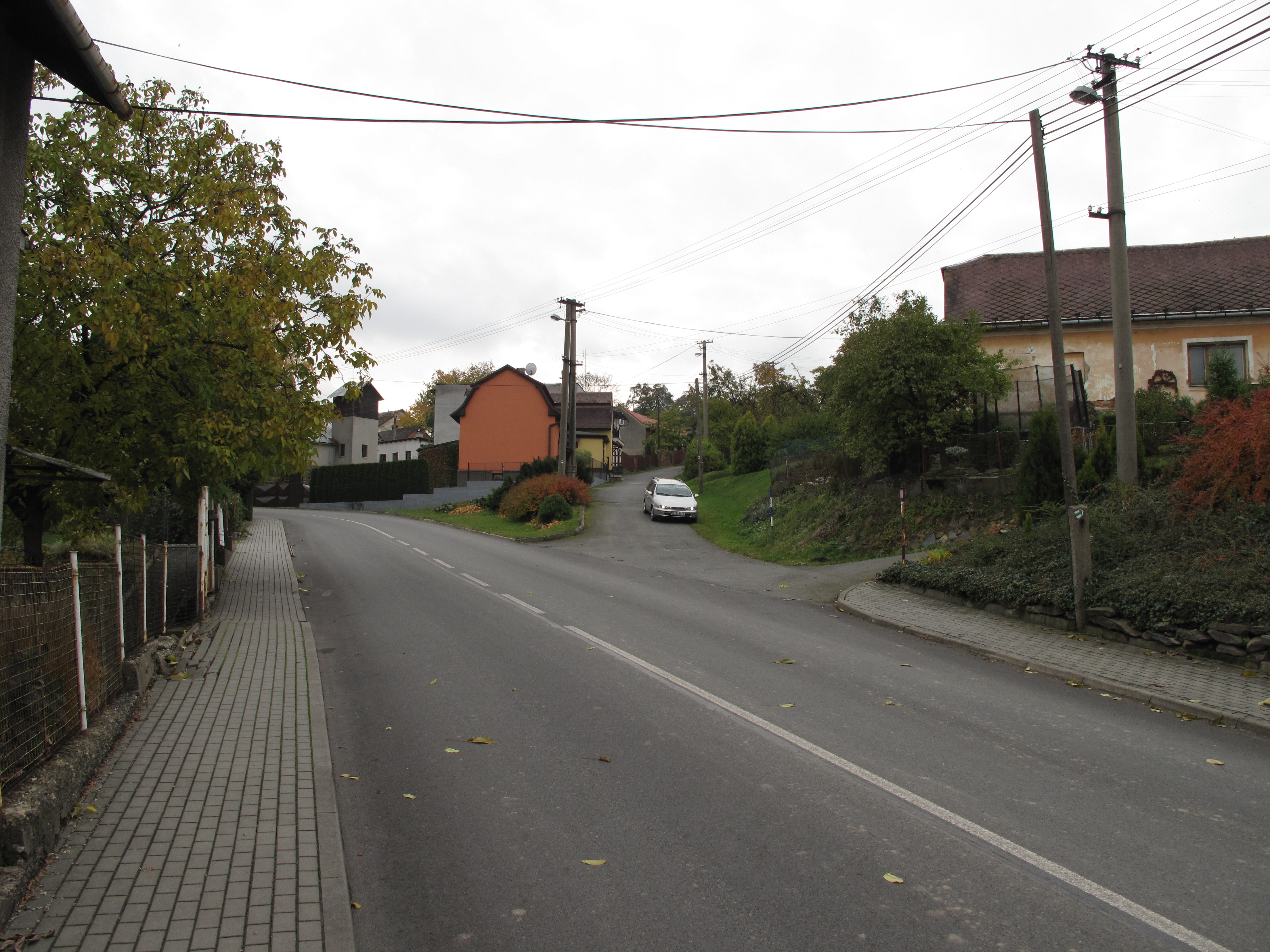
Droga